# Joan Babot
Joan Babot Xaus, né le 19 novembre 1918 à Sant Joan Despí et mort le 16 mars 1997 à Barcelone, est un footballeur espagnol des années 1930 et 1940 qui jouait au poste de défenseur central.

## Biographie
Après avoir commencé à jouer dans le club de sa ville natale, Sant Joan Despí, il joue avec le FC Barcelone pendant les années de la Guerre civile espagnole. Joan Babot fait partie des joueurs qui réalisent une tournée de 14 matches au Mexique et aux États-Unis avec le Barça. Au terme de cette tournée, Babot est un des rares joueurs qui retournent à Barcelone alors que la guerre n'est pas terminée.
Pendant ses années au Barça, Babot remporte la Liga Mediterranea, la Liga catalana et le championnat de Catalogne.
De 1940 à 1942, il joue à l'AD Ferroviaria de Madrid, en deuxième division. En 1942, il rejoint le Gimnàstic de Tarragone où il reste pendant six saisons avec plusieurs promotions jusqu'en première division. Il devient capitaine du Gimnàstic. Lors de la saison 1947-1948, il joue 25 matches en première division avec le Gimnàstic et marque un but. En janvier 1948, le Gimnàstic l'emporte 3 à 1 au stade Santiago-Bernabéu, ce qui est la première défaite du Real Madrid dans son nouveau stade.
En 1948, il est recruté par le Real Valladolid où il reste trois saisons (77 matches en D1).
En février 1951, il est convoqué pour jouer en équipe d'Espagne, mais il ne joue pas.
En 1951, alors âgé 34 ans, il est recruté par l'Espanyol de Barcelone. Il joue peu et avant le terme de la saison il est prêté à l'UE Sant Andreu où il rejoint d'autres joueurs de l'Espanyol tels que Antoni Cruellas et David Casamitjana.
Joan Babot met un terme à sa carrière en 1953. Le bilan de sa carrière s'élève à 105 matchs en première division, pour 3 buts marqués, et 20 matchs en deuxième division.
Un tournoi de football porte son nom à Sant Joan Despí, sa ville natale.

## Palmarès
Avec le FC Barcelone :
- Vainqueur de la Liga Mediterranea en 1937
- Champion de Catalogne en 1938
- Vainqueur de la Liga catalana en 1938